# Boorstang
| Boren naar olie           |
| ------------------------- |
| Boring                    |
| Onderdelen van een boring |
| Boorgat (bruin)           |
| Boorstang (paars)         |
| Boorkop (grijs)           |
| Boorvloeistof (blauw)     |
| Boorgruis (rood)          |
| Verbuizing (groen)        |

De boorstang (Engels: drill string) is de ijzeren of stalen buis die de boorkop verbindt met de aandrijving in een boortoren. Boorstangen zijn redelijk flexibel, zodat er onder een hoek geboord kan worden, tot zelfs horizontaal. De boorstang is een holle buis waar boorvloeistof (Engels: drilling mud) doorheen wordt gepompt om:
- De boorkop te koelen
- Boorgruis naar het oppervlak te transporteren
- Uit het gesteente vrijkomend gas of olie beneden in het boorgat te houden

Aan de onderkant van de boorstang, vlak achter de boorkop, bevindt zich doorgaans meetapparatuur om metingen in het boorgat te doen (loggen). Dit gebeurt tijdens het boren en wordt dan ook measurements while drilling, MWD of logging while drilling, LWD genoemd.